# Îles Komandorski
Pour les articles homonymes, voir Commandeur (homonymie).
Les îles Komandorski ou îles du Commandeur (en russe : Командорские острова / Komandorskié ostrova) sont un groupe d'îles russes de la mer de Béring situées dans les îles Aléoutiennes et dont elles constituent la partie la plus occidentale. Administrativement elles forment le raïon Aleoutski, subdivision du kraï du Kamtchatka.
La péninsule du Kamtchatka se trouve à l'ouest des îles.

## Géographie

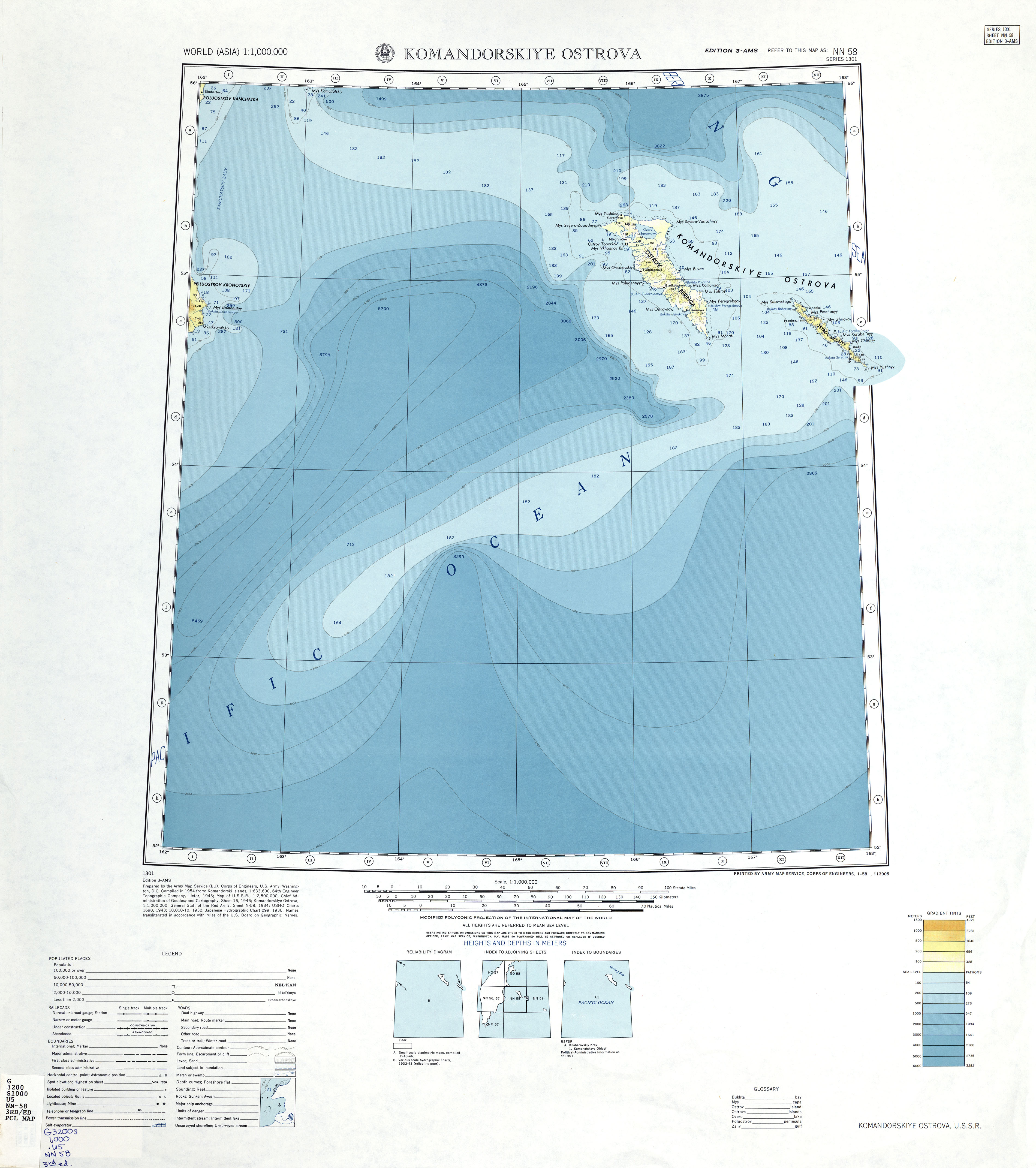
Carte détaillée des îles du Commandeur

Le groupe se compose de l'île Béring, de l'île Medny et d'une quinzaine d'îlots rocheux. Les îles du Commandeur forment l'extrémité occidentale d'un arc volcanique constitué dans ses parties centrales et orientales par les îles Aléoutiennes américaines, lesquelles font partie de l'État américain de l'Alaska. Les Aléoutiennes russes consistent en seulement deux îles. Une distance de 182 km sépare l'île Béring de la péninsule du Kamtchatka. L'île Medny, la plus orientale, se trouve à 338 km de l'île américaine la plus proche, Attu, et du reste de la chaîne. Cet espace maritime est d'ailleurs traversé par la ligne de changement de date, l'archipel Komandorski en étant immédiatement à l'ouest. À cet endroit, la ligne, en provenance du détroit de Béring, se trouve alors à son point le plus occidental et se dirige ensuite vers le sud-est à travers l'océan Pacifique jusqu'au méridien 180°. Le relief est varié, depuis les vallonnements, plateaux volcaniques, plaines et montagnes érodées, vestiges de volcans du bord de la plaque pacifique et de la plaque nord-américaine depuis longtemps éteints. Le point culminant est le pic Steller sur l'île de Béring (755 m) et celui de l'île Medny est le pic Stenjeger (647 m).
Le climat est océanique avec des précipitations fréquentes (de 220 à 240 jours/an). Les étés doux sont marqués par une forte brume.

## Faune et flore

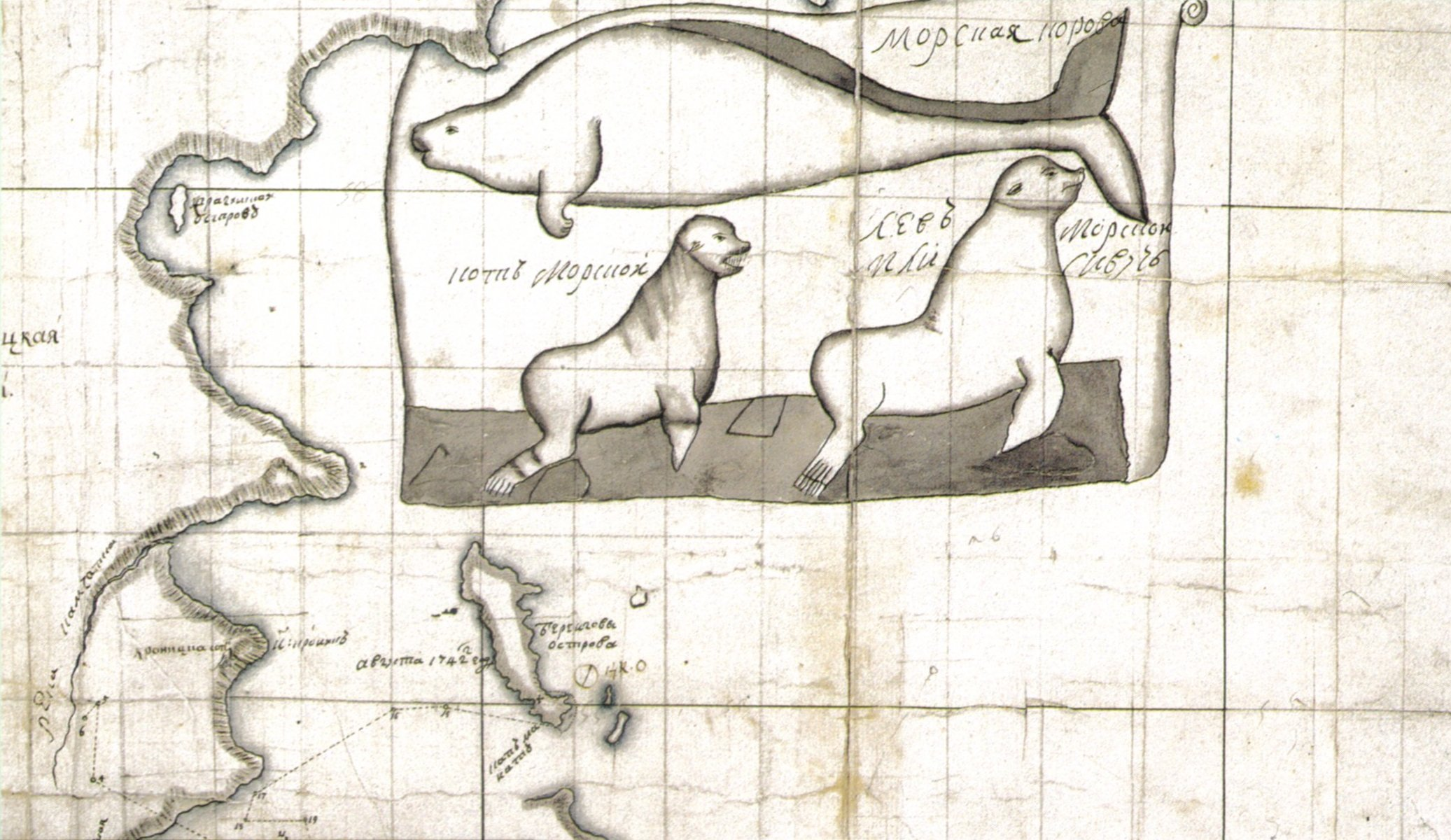
Détail d'une ancienne carte de l'Est du Kamchatka montrant la position des îles du Commandeur, avec des dessins du rhytine de Steller, de l'otarie à fourrure du Nord et du lion de mer de Steller par le membre de l'expédition Béring S. Khitrov

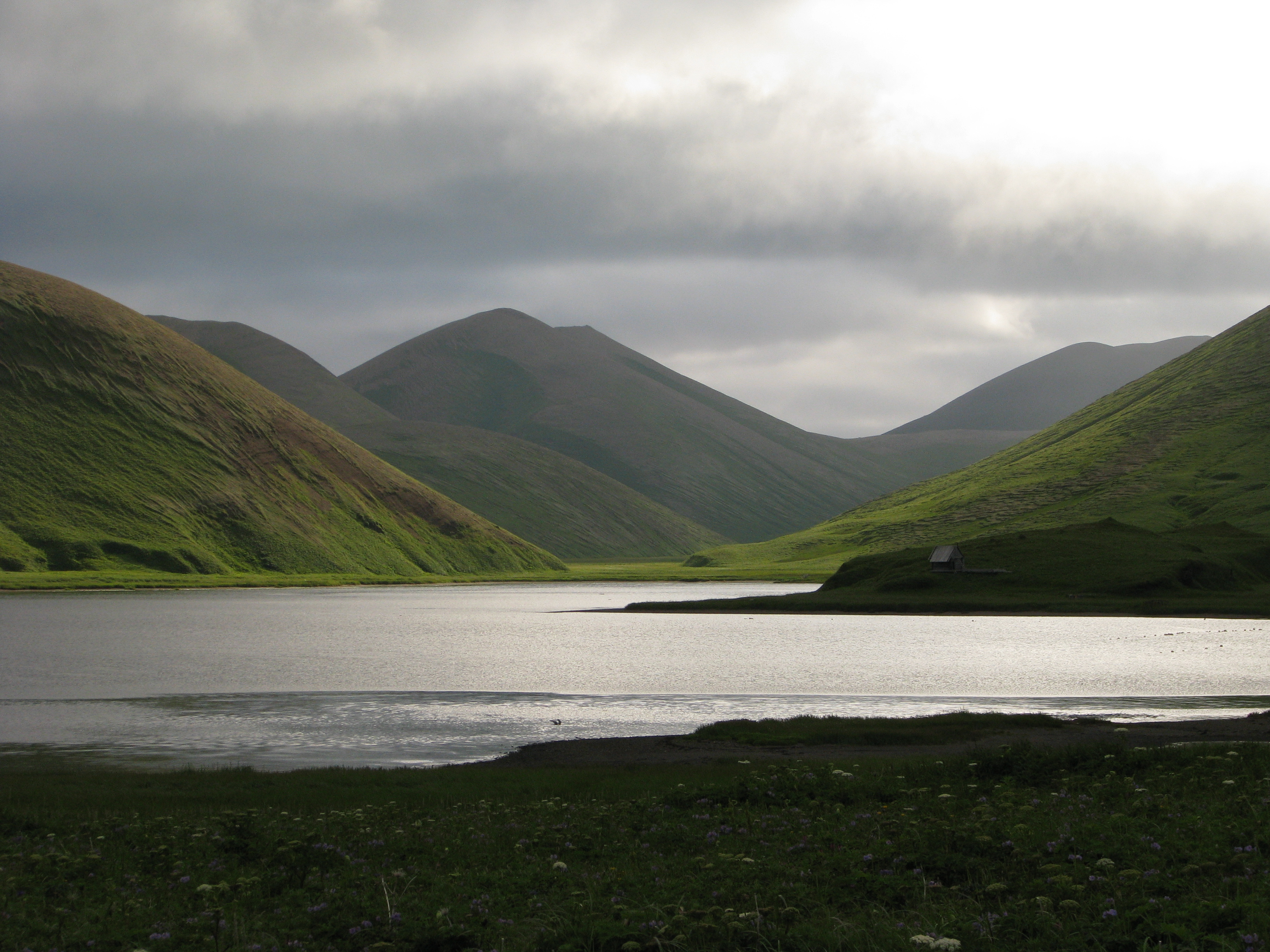
Un paysage de l'île Medny

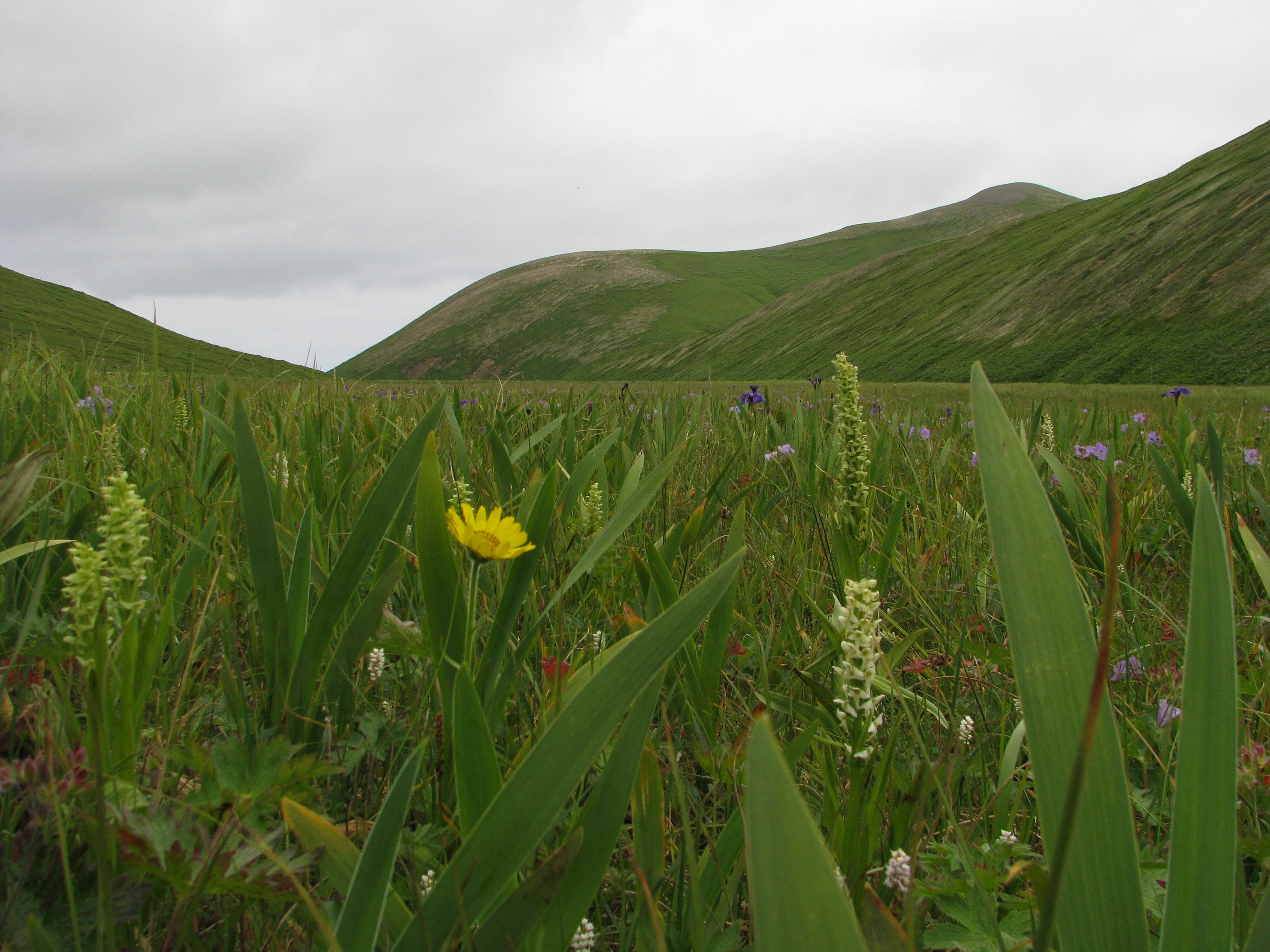
Pan de prairie fleurie d'une vallée de l'île Medny

Compte tenu de la forte productivité du plateau sous-marin de la mer de Béring et du Pacifique, et de l'éloignement des populations humaines, les îles du Commandeur se caractérisent par une faune marine très abondante et une rareté d'animaux terrestres. Les populations de mammifères les plus considérables sont celles d'otaries (environ 200 000 individus) et de lions de mer (approximativement 5 000 individus) qui y passent l'été ; viennent ensuite les loutres de mer, les phoques communs et les phoques mouchetés. La population de loutres de mer reste stable et augmente sans doute même si ses effectifs s'effondrent dans le reste de l'archipel des Aléoutiennes.
Les eaux environnantes fournissent un important habitat pour la subsistance, l'hibernation et la migration de diverses espèces de cétacés dont la plupart menacées d'extinction : ainsi les grands cachalots, orques, plusieurs espèces de ziphiidae et de marsouins, les baleines à bosse ; et d’espèces en danger telles les baleines franches, et les rorquals.
Parmi la faune terrestre assez pauvre, on distingue deux variétés endémiques de renards polaires (alopex lagopus semenovi and a. l. beringensis). Quoique stables désormais ces populations ont été gravement affectées à cause du trafic de fourrures passé. Les autres mammifères terrestres (caribous sauvages, visons d'Amérique et rats) ont été amenés par l'homme.
Plus d'un million d'oiseaux de mer nidifient sur ces îles par immenses colonies le long des falaises du littoral. Les plus répandus sont le fulmar boréal, le guillemot de Troïl, le guillemot de Brünnich et le guillemot colombin ; le macareux cornu et le macareux huppé ; les cormorans; les mouettes et les rissas dont la mouette des brumes autochtone, que l'on retrouve dans quelques autres points du monde. Les sauvagines et les bécassines abondent également le long des lacs et des vallées de l'île Béring bien qu'elles soient absentes de l'île Medny. Les migrateurs les plus dépendants de ces îles sont l'eider de Steller, le pluvier fauve et la sterne des Aléoutiennes. Les rapaces les plus notables sont le pygargue empereur et le faucon gerfaut. Au total on a recensé plus de 180 espèces d'oiseaux sur les îles du Commandeur.

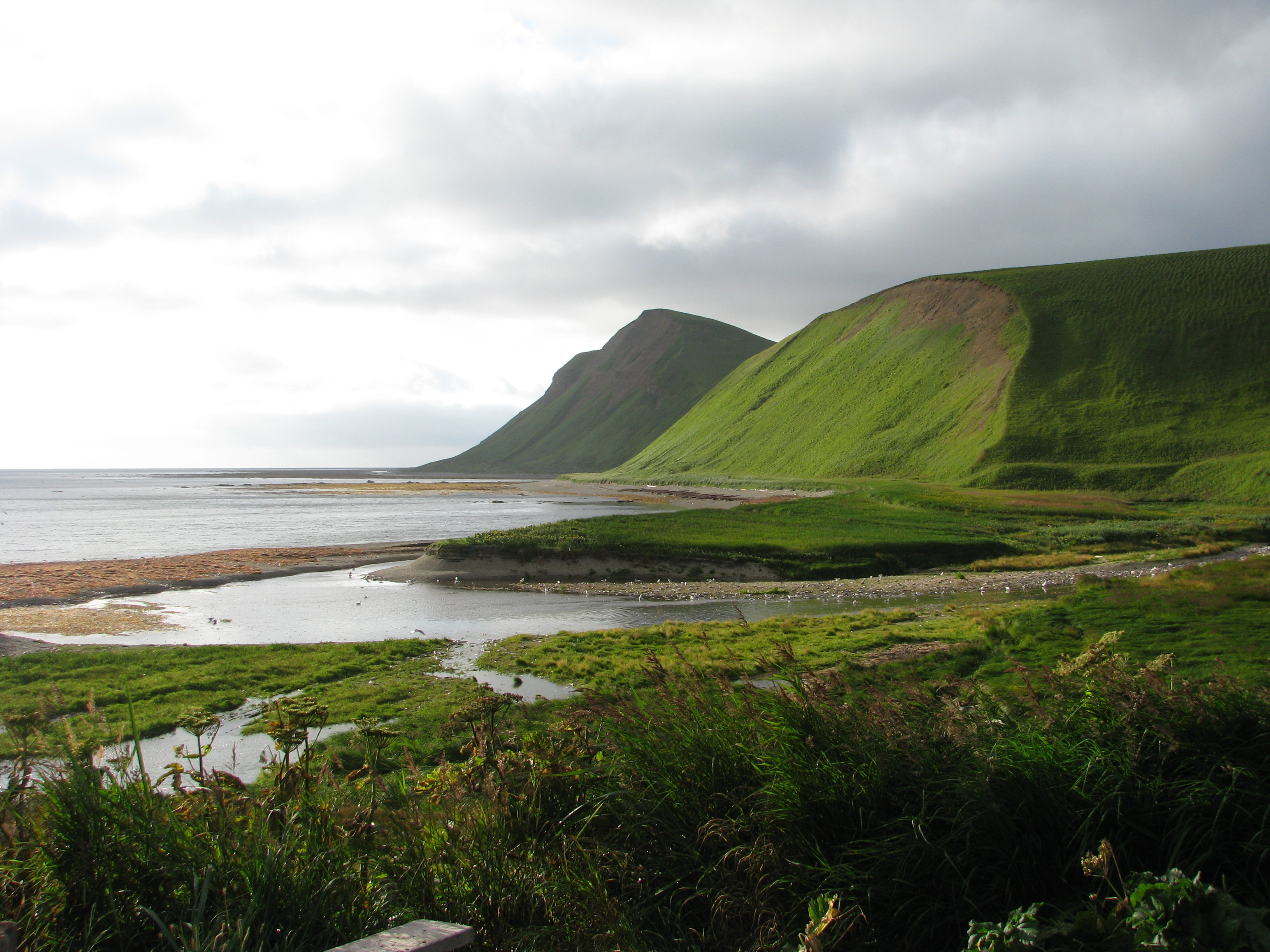
Un abord de l'île Béring

La faune piscicole des torrents glaciaires se compose principalement de salmonidés migrateurs parmi lesquels l'omble chevalier, le salvelinus malma, la truite mouchetée (westslope cutthroat trout), la truite chinook, le saumon nerka, le saumon argenté et le saumon rose à bosse.
L’île Béring était le seul habitat connu du rhytine de Steller, un énorme sirénien (poids supérieur à 4 000 kg) similaire au lamantin. Ce veau de mer (et non pas veau marin) a été chassé jusqu'à provoquer son extinction 27 ans seulement après sa découverte en 1741. Le cormoran de Pallas, palmipède essentiellement incapable de voler, a disparu pour les mêmes raisons dans les années 1850.
Il n'y a pas de forêt à proprement parler sur cet archipel : la végétation est plutôt majoritairement constituée de lichens, mousses et de différentes colonies symbiotiques de plantes marécageuses herbacées et d'arbustes nains. On trouve aussi fréquemment de très hautes ombellifères.
Ces îles n'abritent aucun amphibien ni reptile.

## Population
Le seul village est Nikolskoïe sur l'île Béring (624 habitants en 2023, en baisse). Les habitants sont russes et aléoutes, pêcheurs et chasseurs de baleines ou d'autres mammifères marins. La garnison de garde(s)-frontière(s) de Medny a été dissoute en 2001.

## Histoire

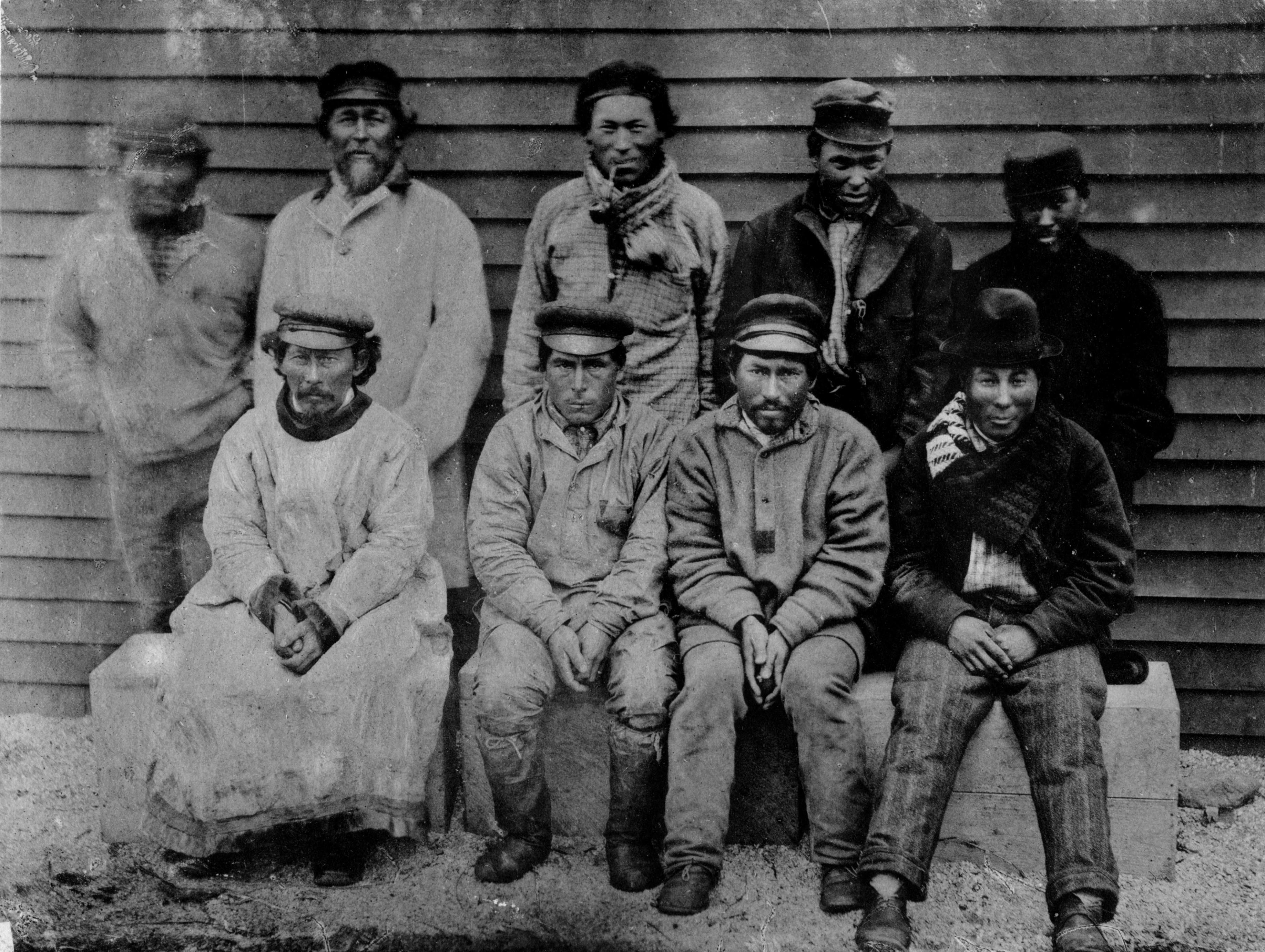
Groupe de chasseurs aléoutes de l'île Béring vers 1884–1886

Ces îles ont été découvertes par Simon Dejnev en 1684.
Elles ont été nommées en l'honneur de Vitus Béring qui y est mort l'hiver 1741 de maladie de même que la majorité de son équipage, après que son navire le Sviatoï Piotr y eut fait naufrage lors de son voyage de retour d'Alaska. Un modeste monument marque sa sépulture. Environ la moitié de l'équipage parvint à survivre à l'hivernage en partie grâce à l’abondance de gibier notamment le veau de mer de Steller et aux efforts du naturaliste et médecin Georg Wilhelm Steller qui guérit la plupart des marins du scorbut en les forçant à manger des algues. Finalement ces survivants parvinrent à construire une petite embarcation à partir des débris de leur trois-mâts le St. Peter et à regagner le Kamchatka chargés à craquer de fourrures de loutres de mer. La découverte de loutres a déclenché la grande chasse aux fourrures / Promyshlenniky qui a joué un rôle moteur dans l'expansion russe vers l'Alaska. Le veau de mer de Steller, dont l'habitat se bornait apparemment aux lits de kelp entourant l'île Béring, avait été exterminé avant 1768.

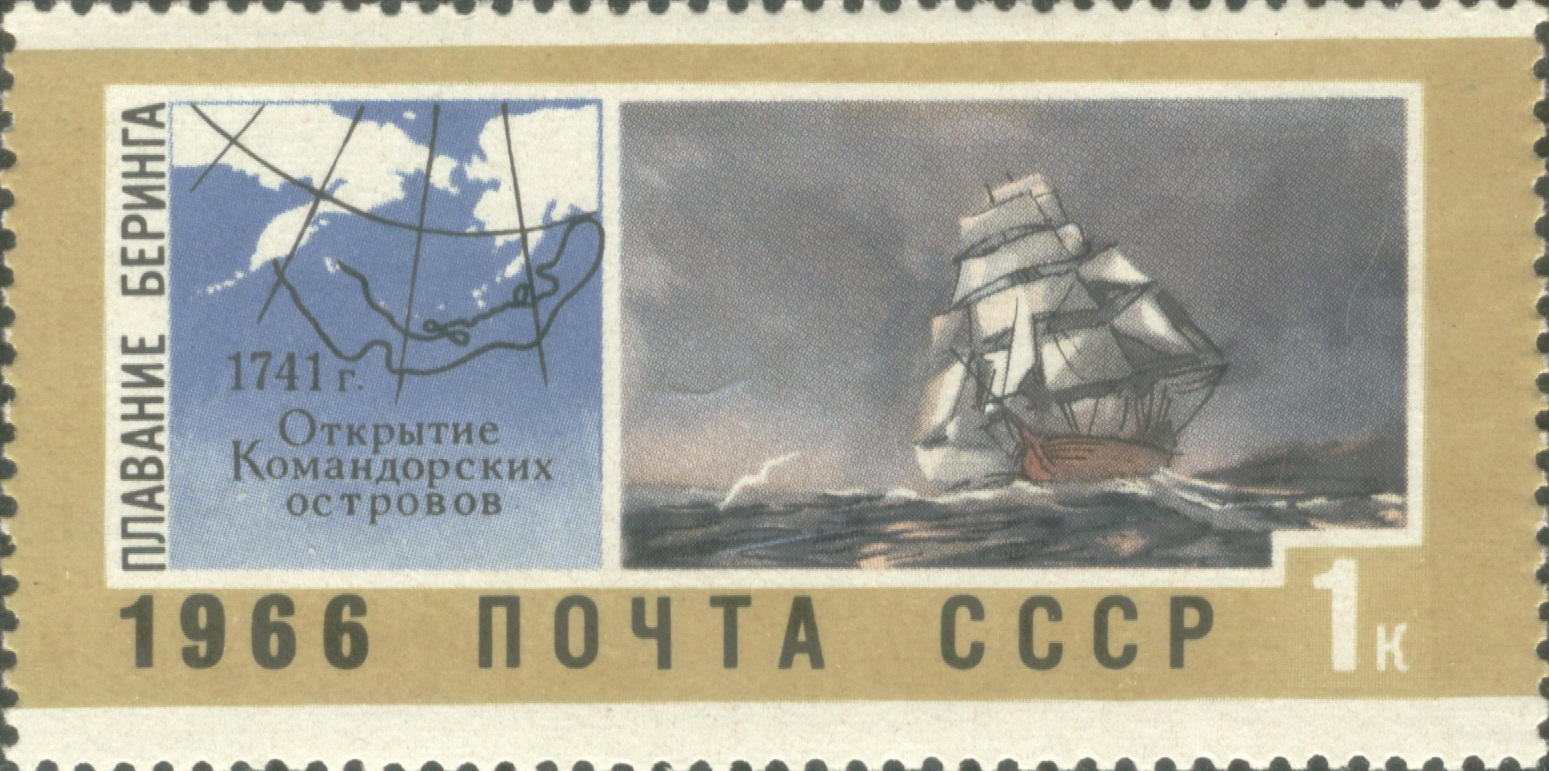
Timbre soviétique de 1966 commémorant le second voyage de Vitus Bering et sa (re)découverte des îles du Commandeur

Des Aléoutes Unangans ont été transférés vers les îles du Commandeur au début de 1825 par la Compagnie russe d'Amérique pour le commerce du phoque. La plupart des Aléoutes habitant l'île Béring venaient de l'île Atka tandis que ceux de l'île Medny sont originaires d'Att(o)u. Ces eskimos ont développé un créole appelé « aléoute de Medny », aux racines aléoutes mais mâtiné de déclinaisons russes. Actuellement[Quand ?] la population de ces îles est pour ⅔ russe et ⅓ aléoute.
Une bataille des îles Komandorski s'y est déroulée en 1943 à 160 km au large des côtes sud de l'archipel.